# Sheryl Sandberg
Sheryl Kara Sandberg (Washington, D.C., 28 augustus 1969) is een Amerikaanse zakenvrouw en activiste. Ze was tussen 2008 en 1 augustus 2022 Chief Operating Officer bij Meta Platforms. In juni 2012 werd zij verkozen tot lid van de raad van bestuur en werd daarmee de eerste vrouw in deze functie. Voordat zij bij Meta ging werken was Sandberg bij Google vicepresident van de afdeling "Global Online Sales and Operations". Ze was ook sterk betrokken bij het uitbouwen van Google.org, de filantropische tak van Google. In 2012 werd ze vermeld in de Time 100-lijst van meest invloedrijke personen in de wereld.

## Biografie

### Vroegere leven en opleiding
Sandberg werd in 1969 in Washington, D.C. geboren als dochter van Adele en Joel Sandberg. Zij was de oudste van drie kinderen. Haar familie verhuisde naar Florida toen ze twee jaar oud was. Ze ging naar een gewone openbare school, waar ze een van de beste leerlingen was.
In 1987 werd Sandberg toegelaten tot Harvard College. In 1991 studeerde zij af met een BA in de economie. Ze kreeg de "John H. Williams"-prijs voor beste afgestudeerde in de economie.
In 1993 ging zij naar de Harvard Business School en in 1995 behaalde zij daar haar M.B.A. summa cum laude.

### Carrière bij Facebook/Meta
In 2007 ontmoette Mark Zuckerberg, oprichter en CEO van Facebook, Sandberg op een kerstfeestje georganiseerd door Dan Rosensweig, de toenmalige COO van Yahoo; zij overwoog toen om een senior executive functie bij de Washington Post Company te aanvaarden. Zuckerberg heeft nooit formeel naar een COO gezocht, maar Sandberg bleek in zijn ogen de perfecte kandidaat voor de job. In januari 2008 brachten Zuckerberg en Sandberg meer tijd met elkaar door op het World Economic Forum in Davos (Zwitserland). In maart 2008 maakte Facebook bekend dat Sheryl Sandberg zou overstappen van Google naar Facebook.
Kort nadat ze was toegetreden tot het bedrijf bedacht Sandberg hoe Facebook winstgevend kon worden gemaakt. Tot dan toe was Facebook eerder gericht op het bouwen van een leuke site, met de gedachte dat de winst vanzelf zou volgen naarmate meer mensen er gebruik van zouden maken.
Vanaf 1 augustus 2022 is Sandberg niet langer operationeel directeur meer bij Meta. In mei kondigde ze haar vertrek aan en ze was naast Zuckerberg het belangrijkste gezicht van het bedrijf. Ze heeft Facebook vaak publiekelijk verdedigd toen het veel kritiek kreeg, omdat het te weinig zou doen om haatzaaien, racisme en nepnieuws te bestrijden. Zij wordt opgevolgd door Javier Olivan. Sandberg blijft nog betrokken bij Meta maar houdt zich niet meer bezig met de dagelijkse gang van zaken.  In januari 2024 maakte ze bekend volledig te stoppen bij Meta. Ze geeft alle officiële positie binnen het bedrijf op.

## Werk

### Lean In
In 2013 publiceerde Sandberg haar boek Lean In: Women, Work, and the Will to Lead. Ze schreef het om vrouwen te helpen hun carrièredoelen te bereiken en voor mannen die willen bijdragen aan een eerlijker samenleving. Het identificeert een aantal barrières die vrouwen tegenkomen wanneer ze carrière willen maken, zoals openlijk en subtiel seksisme, bewuste en onbewuste discriminatie. Ook gedragingen die vrouwen zelf kunnen veranderen komen aan bod, zoals zichzelf meer in de markt zetten en zich minder bescheiden opstellen.

### Option B
In 2017 publiceerde Sandberg samen met Adam Grant haar tweede boek Option B: Facing Adversity, Building Resilience and Finding Joy over het omgaan met rouw en verlies. Ze schreef dit boek nadat haar echtgenoot David Goldberg (CEO van SurveyMonkey) in 2015 plotseling overleed tijdens een vakantie.